# Рашкани (Шулетеа)
Рашкани (рум. Rășcani) насеље је у Румунији у округу Васлуј у општини Шулетеа. Oпштина се налази на надморској висини од 135 m.

## Становништво
Према подацима из 2002. године у насељу је живело 271 становника, од којих су сви румунске националности.